# Edward Pery Buckley
Edward Pery Buckley (7 novembre 1796 - 28 mai 1873)  est un homme politique libéral et whig britannique.

## Biographie
Il est le fils de son homonyme, Edward Pery Buckley et Lady Georgiana West. Il épouse Catherine Pleydell-Bouverie, fille de William Pleydell-Bouverie et Catherine née Pelham-Clinton, en 1828, et ils ont ensemble six enfants: Frances Gertrude (décédée en 1921); Alfred (1829–1900); Edward William (1829-1840); Duncombe Frederick (1831–1855); Felix John (1834-1911); et Victor (1838–1882) .
Il est d'abord élu député whig de Salisbury lors d'une élection partielle en 1853 - causée par la mort de Charles Baring Wall - et, devenant libéral en 1859, occupe le siège jusqu'aux élections générales de 1865, où il n'a pas cherché à être réélu ,.
En dehors de sa carrière politique, Buckley est également devenu colonel dans le 83e Régiment de fantassins (comté de Dublin) .